# Dispersión de Rutherford

arriba: Efecto esperado en el modelo atómico de Thomson
abajo: Resultados de Rutherford

La dispersión de Rutherford en mecánica clásica, también llamada dispersión de Couloumb, describe la dispersión  de partículas eléctricamente cargadas al acercarse a un centro de dispersión que también debe estar cargado eléctricamente  (experimento de Rutherford). La trayectoria resultante de las partículas dispersas es una hipérbola. A partir de la distribución espacial de las partículas dispersas se puede concluir de qué forma está estructurado el centro de dispersión. Con ayuda de esta teoría Hans Geiger, Ernest Marsden y  Ernest Rutherford llegaron a la conclusión de que la carga positiva y la mayor parte de la masa del átomo debían estar concentradas en un pequeño espacio en el centro del átomo, al contrario del modelo de J.J. Thomson, en el que la carga positiva del átomo se distribuye de manera homogénea en una esfera (modelo atómico de Thomson). Al considerar los resultados, Rutherford dijo: «Esto es tan poco probable como si se disparara con un arma a una almohada de algodón, y que la bala rebote».
Este fenómeno físico fue explicado por Ernest Rutherford en 1911.

## Fórmula de Rutherford

Ángulos de dispersión en el experimento de Rutherford

Con la denominada fórmula de dispersión de Rutherford se calcula la sección eficaz diferencial, la cual da la porción de partículas que llegan a {\displaystyle \mathrm {d} \Omega }.

{\displaystyle {\frac {\mathrm {d} \sigma }{\mathrm {d} \Omega }}=\left({\frac {1}{4\pi \varepsilon _{0}}}{\frac {Z_{1}Z_{2}e^{2}}{4E_{0}}}\right)^{2}{\frac {1}{\sin ^{4}\left({\frac {\theta }{2}}\right)}}}

en donde se describe la probabilidad de que las partículas dispersas incidan en un ángulo sólido {\displaystyle \mathrm {d} \Omega =2\pi sin(\theta )\,\mathrm {d} \theta } después de ser desviadas en un ángulo {\displaystyle \theta }.
En la fórmula se utiliza las siguientes constantes:
- Permitividad del vacío: {\displaystyle \varepsilon _{0}=8{,}854\cdot 10^{-12}{\frac {\mathrm {C} }{\mathrm {Vm} }}}
- Carga de la partícula dispersa: {\displaystyle Z_{1}e}
- Carga del núcleo del átomo: {\displaystyle Z_{2}e}
- Carga eléctrica elemental: {\displaystyle e=1{,}602\cdot 10^{-19}\mathrm {C} }
- Energía inicial de la partícula dispersa: {\displaystyle E_{0}}